# Arnold van Isenburg
Arnold (of Arnoud) van Isenburg (gestorven in april of juni 1197) was bisschop van Utrecht van 1196 tot 1197. 
Arnold stamde uit het Duitse geslacht Isenburg en was sinds 1176 proost in Deventer. Na de dood van bisschop Boudewijn II wordt hij door Gelre naar voren geschoven als kandidaat. Hij wordt gesteund door de aartsbisschop van Keulen en de paus. Holland ziet op deze post liever de oom van graaf Dirk VII van Holland, Dirk van Holland en wordt hierin gesteund door keizer Hendrik VI. In de impasse die hierna ontstaat, wordt hij als bisschop van Oversticht erkend, Dirk als bisschop van Nedersticht.
Beide kandidaten reizen naar Rome, waar Arnold in 1196 door paus Innocentius III tot bisschop van Utrecht wordt gewijd. Snel daarna overlijdt hij en wordt Dirk I alsnog geconsacreerd.